# Juglandales
Ordre
Classification APG III (2009)
L'ordre des Juglandales regroupe des plantes dicotylédones.
En classification classique de Cronquist (1981) il comprend deux familles de plantes :
- Juglandaceae (famille du noyer)
- Rhoipteleaceae

En classification phylogénétique cet ordre n'existe pas ; ces plantes sont assignées à l'ordre Fagales.